# Марка країни Гонделупи
«Марка країни Гонделупи» (рос. «Марка страны Гонделупы») — радянський художній фільм режисера Юлія Файта. Знятий за однойменною повістю Софії Могилевської на Кіностудії ім. М. Горького у 1977 році.

## Сюжет
Петя Ніколаєв так захопився поштовими марками, що мало не позбувся своїх кращих друзів — Паші і Кирила. П'ятикласник Льова дуже спритно зіграв роль володаря рідкісної і таємничої марки піратської країни Гонделупи. Петі, який проводив тепер вільний час у компанії Льови, ні з ким було порадитися, і він віддав в обмін за фальшивку серію подарованих батьком шведських марок.
Коли хлопчик зрозумів, що його обдурили, від сорому й образи він навіть захворів. Хлопці, забувши про сварку, зробили все, щоб покарати кривдника і змусити його повернути вкрадені марки. Мати залишила ці марки Петі, вона була щаслива, що у її сина є такі вірні, надійні та великодушні друзі.

## У ролях
- Павло Македонський —  Петя Ніколаєв
- Данило Перов —  Паша Чорнопятко
- Євген Лівшиц —  Кирилко Соколов
- Леонід Рисов —  Льова Михайлов
- Ія Саввіна —  мати Петі
- Юрій Коваль —  батько Петі
- Валентин Букін —  батько Паші
- Валентина Пугачова —  мати Паші
- Зінаїда Наришкіна —  працівниця пошти
- Ігор Косухін —  директор школи
- Чеслав Сушкевич —  Вікентій Вікторович
- Світлана Харитонова —  тітка Кирилки
- Микола Бабенко —  відпочивальник
- Антоніна Бендова —  дружина Філіпа Кузмича
- Микола Шумейко —  перехожий

## Знімальна група
- Автор сценарію:  Володимир Голованов
- Режисер-постановник:  Юлій Файт
- Оператор-постановник: Борис Середін
- Композитори: Мечислав Вайнберг,  Юрій Коваль
- Художник-постановник: Дмитро Богородський